# ジョージ・ホードリー
ジョージ・ホードリー（英語: George Hoadly、1826年7月31日 - 1902年8月27日）はアメリカ合衆国の弁護士、政治家。1884年から1886年までオハイオ州知事（第36代）を務めた。

## 生涯
1826年、ニューヘイブンに同市の市長だったジョージ・ホードリーとメアリー・アン・ウールジーの第3子（唯一の息子）として生まれる。1830年にクリーブランドに家族で移住。ケース・ウェスタン・リザーブ大学で法学を学び、ハーバード・ロー・スクールに進んだ後に弁護士資格を取得し、シンシナティにあるサーモン・チェイスの法律事務所に勤務した。チェイスが自身の政治活動で多忙だったために、ホードリーはチェイスに代わって法廷に立つ機会が多くなり、実務経験を積むことができた。1859年から5年間シンシナティの裁判官を務め、1866年には独立して法律事務所を設立した。
ホードリーはもともと民主党員であったが、チェイスの影響を受けて共和党に鞍替えした。しかし南北戦争後に奴隷制が廃止されると、奴隷制廃止を支持する党の方針に不満を募らせ、1870年代半ばに民主党に復帰した。
1876年アメリカ合衆国大統領選挙においてホードリーは民主党候補として出馬したサミュエル・ティルデンの利益代表となり、1880年には民主党全国大会の代表を一時務めた。1883年のオハイオ州知事選に民主党候補として出馬し、共和党候補のジョセフ・ベンソン・フォラカーを12,500票差で破って当選した。
翌1884年1月14日に知事職に就任した。ホードリーは不人気な政策を採ったため、大多数からの支持を失った。同年、陪審に関する疑念からシンシナティで暴動が勃発し、暴動に発展するまでのホードリーの対応が遅れたために50人以上もの死者を出す惨事となった。
翌1885年のオハイオ州知事選でホードリーはフォラカーに敗れ、知事の座を明け渡すことになった。
任期終了後のホードリーは政界から退き、弁護士としての活動を再開した。1887年にはニューヨークに移って新たな会社を設立した。1902年夏、急性気管支炎のためニューヨーク州スカイラー郡のワトキンスグレンで死去した。
死後、シンシナティのスプリング・グローブ墓地に埋葬された。